# Рафаїл Жечев
Рафаїл Жечев (болг. Рафаил Кънев Жечев) нар. 1891, Котел — пом. 1945 — болгарський офіцер (генерал-лейтенант), командир 1-ї піхотної дивізії (1934-1935), флігель-ад'ютант царя Бориса III (1935-1943) і царя Симеона II (1943-1944), генерал-ад'ютант царя Симеона II (1944-1945).

## Біографія
Народився в 1891, брат генерала Кирила Жечева. У 1934 взяв на себе командування 1-ї піхотної дивізії. У тому ж році був призначений флігель-ад'ютантом царя Бориса III. Також служив начальником Військової канцелярії царя Бориса III.
Пізніше він був призначений опікуном і генерал-ад'ютантом неповнолітнього короля Симеона II.
Генерал-лейтенант Рафаїл Жечев був засуджений до смертної кари Народним судом і страчений в 1945.